# Josep Maties d'España Muntadas
Josep Maties d'España Muntadas   (l'Hospitalet de Llobregat, 19 de febrer de 1929 - novembre 2005) fou un polític, enginyer industrial i empresari català.

## Biografia
Era fill de Carles d'España i de Digoine, tinent d'alcalde durant l'alcaldia de Tomàs Giménez Bernabé (dictadura de Primo de Rivera) i de Francesca Muntadas i Estruch, filla de l'industrial Maties Muntadas i Rovira (1853-1827), gerent de L'Espanya Industrial. Heretà el títol de marquès de Montsarra concedit per Carles VII al seu avi Josep Maria d'España i d'Orteu (1846-1918), i era nebot polític de Josep Maria Albert i Despujol, baró de Terrades i alcalde de Barcelona. Alhora, tenia terrenys agrícoles a Piera i controlava el diari La Voz del Llobregat. Va fer el servei militar a les milícies universitàries i el 1958 es va adherir a Falange Española de las JONS, dins la qual ben aviat aconseguí ser nomenat conseller local del Movimiento Nacional.
El 1958 fou nomenat regidor pel terç corporatiu de l'Hospitalet de Llobregat, del 1959 al 1962 fou tinent d'alcalde, i el 1962 substituí l'alcalde Ramon Solanich Riera, compatibilitzant el càrrec amb els de diputat provincial i procurador en Corts (1967-1971).
Com a alcalde, destacà per la seva fidelitat absoluta al règim franquista i per la intransigència respecte a qualsevol opció reformadora, així com per la seva oposició a l'alcalde de Barcelona Josep Maria de Porcioles. El 1973 deixà el càrrec a Vicenç Capdevila i Cardona.